# Saint-Jeoire
Ne doit pas être confondu avec Saint-Jeoire-Prieuré.
Saint-Jeoire, encore appelée localement Saint-Jeoire-en-Faucigny, est une commune française située dans le département de la Haute-Savoie, en région Auvergne-Rhône-Alpes.

## Géographie
La commune se situe dans l'ancienne province de Faucigny, à mi-chemin entre Annemasse et Cluses. Elle est située au nord-ouest de la confluence du Risse et du Giffre, dans une vallée triangulaire assez encaissée, bordée au nord-ouest par la pointe des Brasses (1 503 mètres) et l'Herbette, et au sud par une grosse montagne solitaire, le Môle (1 863 mètres).
Saint-Jeoire est située à 13 km de Taninges, à 14 km de Scionzier, à 15 km de Cluses, à 16 km de Bonneville, à 20 km d'Annemasse et à 38 km de Thonon-les-Bains. 
La gare la plus proche est la gare de Marignier, située à 8 km.
L'accès à l'A410 et à l'A40 en direction de Genève est à 12 km du bourg.

## Urbanisme

### Typologie
Au 1er janvier 2024, Saint-Jeoire est catégorisée ceinture urbaine, selon la nouvelle grille communale de densité à sept niveaux définie par l'Insee en 2022.
Elle appartient à l'unité urbaine de Saint-Jeoire, une agglomération intra-départementale regroupant deux  communes, dont elle est ville-centre,,. Par ailleurs la commune fait partie de l'aire d'attraction de Genève - Annemasse (partie française), dont elle est une commune de la couronne,. Cette aire, qui regroupe 158 communes, est catégorisée dans les aires de 700 000 habitants ou plus (hors Paris),.

### Occupation des sols
L'occupation des sols de la commune, telle qu'elle ressort de la base de données européenne d’occupation biophysique des sols Corine Land Cover (CLC), est marquée par l'importance des forêts et milieux semi-naturels (74,9 % en 2018), en diminution par rapport à 1990 (75,8 %). La répartition détaillée en 2018 est la suivante : 
forêts (64 %), zones agricoles hétérogènes (12,3 %), milieux à végétation arbustive et/ou herbacée (9,4 %), zones urbanisées (9,2 %), mines, décharges et chantiers (2,1 %), prairies (1,4 %), espaces ouverts, sans ou avec peu de végétation (1,4 %).
L'IGN met par ailleurs à disposition un outil en ligne permettant de comparer l’évolution dans le temps de l’occupation des sols de la commune (ou de territoires à des échelles différentes). Plusieurs époques sont accessibles sous forme de cartes ou photos aériennes : la carte de Cassini (XVIIIe siècle), la carte d'état-major (1820-1866) et la période actuelle (1950 à aujourd'hui).

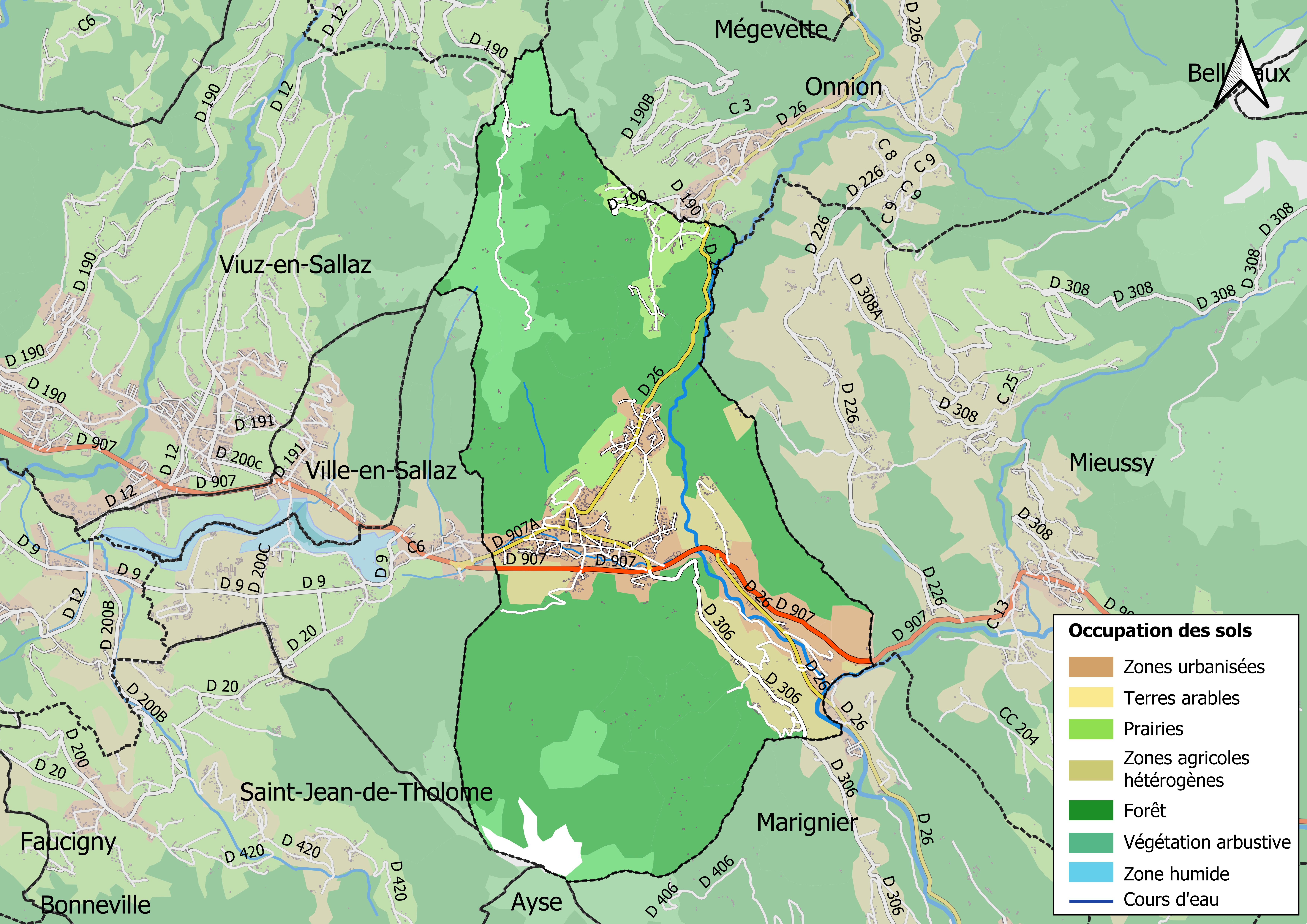
Carte des infrastructures et de l'occupation des sols en 2018 (CLC) de la commune.
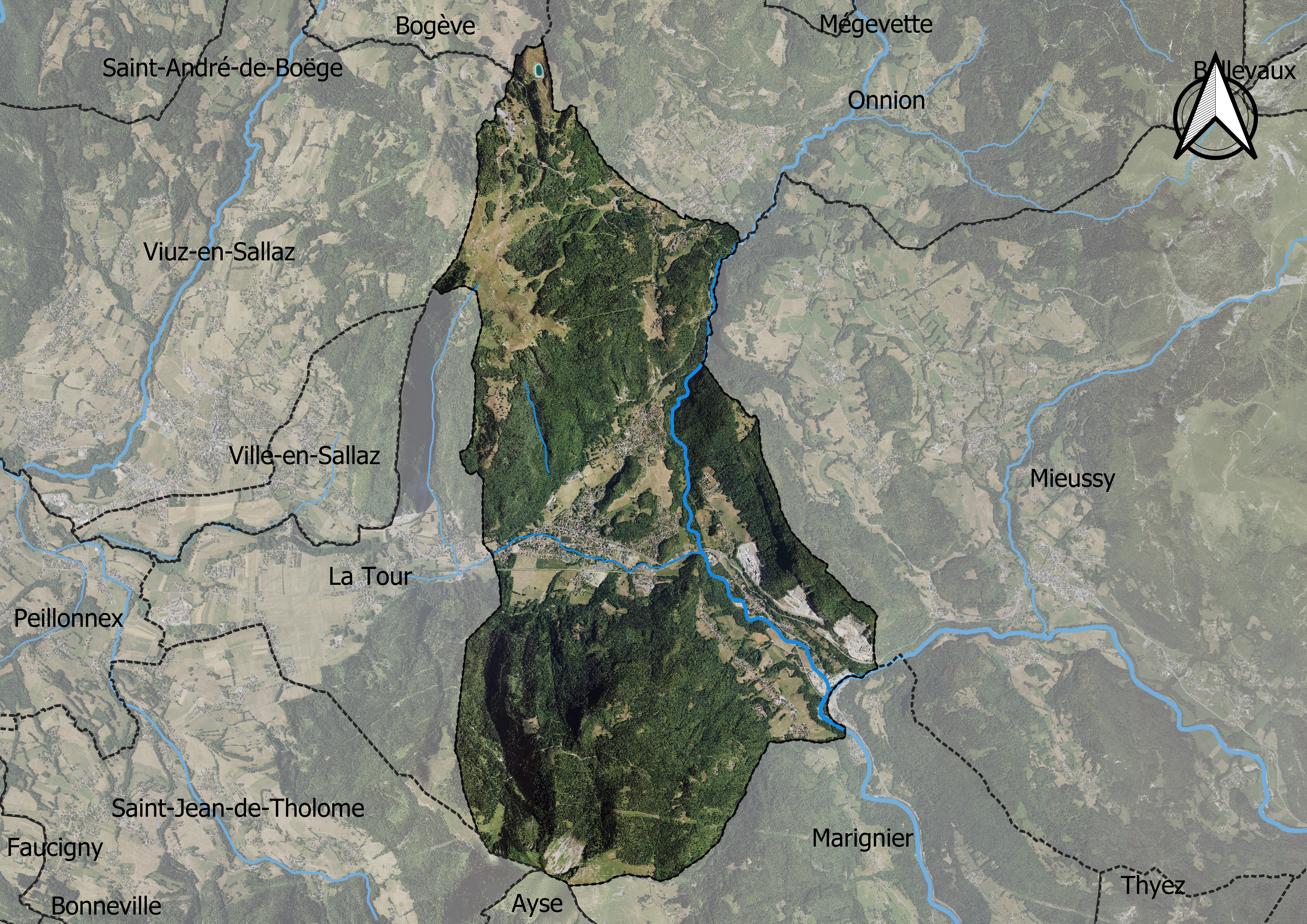
Carte orthophotogrammétrique de la commune.

## Toponymie
Le toponyme de la commune est Saint-Jeoire selon le Code officiel géographique français. Jeoire provient d'une traduction du nom du saint Georges de Lydda, Georgius.
Le nom latin Sancto Georgio est attesté en 1185, puis dans des documents du XIIIe siècle on trouve Sancto Georio et Sancto Jorio. La graphie Saint-Joyre apparaît dans un recensement de 1561.
La graphie de la commune jusqu'en 1860 — année de la réunion de la Savoie à la France — est Saint-Jeoire-en-Faucigny. Le nom de la commune était associé au syntagme « -Faucigny », du nom de la province de localisation pour la distinguer de Saint-Jeoire-Prieuré, en Savoie Propre, au sein du duché de Savoie.
En francoprovençal, le nom de la commune s'écrit San Zhouro, selon la graphie de Conflans.

## Histoire
Le village mitoyen d'Onnion comporte les traces les plus anciennes d'occupation humaine des deux Savoie, avec des outils datant de -70000 retrouvés dans le massif des Brasses. L'occupation humaine a ensuite cessé du fait de la glaciation, pour ne reprendre que vers -3000 : on a pu trouver à Saint-Jeoire des vestiges d'occupation d'hommes de Cro-Magnon, et d'autres objets ultérieurs, notamment de l'âge du fer.
Plus tard, aux alentours de l'an mil, des bénédictins s'installeront à l'emplacement du village, où ils élèveront une petite chapelle placée sous le vocable de Saint-Georges, qui donnera son nom au village. Les documents les plus anciens mentionnant l'existence du village datent de 1185, et il y est déjà question d'un seigneur, Ponce de Saint-Jeoire. En 1269, le village est une mitralie (centre de recouvrement des impôts).
Noble Vullierme de Saint-Jeoire teste le 8 septembre 1318. Dans ce document, il est fait mention de la maison forte de la Ravoire, propriété du testateur. Il en est de même en 1349, quand Pierre de Saint-Jeoire teste à son tour dans la cour de sa maison forte : en la grand cour de sa maison forte de la Ravoire.
En 1339, un recensement établit sa population à quelque 1 350 habitants, ce qui en fait l'un des villages les plus peuplés de la région. L'église paroissiale de l'époque est assez ancienne pour qu'on envisage sa réfection en 1318. Durant le XIVe siècle, les seigneurs de Saint-Jeoire sont partisans de l'évêque de Genève, et mènent la guerre contre les comtes de Savoie.
En 1366, Pierre de Saint-Jeoire et son voisin Hugues de La Fléchère (dont le château de Beauregard domine Saint-Jeoire) participent à la croisade lancée par le comte Vert. La vie du village est alors essentiellement agricole, et la plupart des familles citées dans les documents de l'époque avaient toujours des représentants vivant dans le village en 2001. Le 27 février 1565, est signée la première lettre patente établissant une franchise pour Saint-Jeoire, permettant la tenue d'un marché le vendredi, et de deux foires annuelles, libérant les transactions entre habitants de toute taxation, et fixant l'élection chaque année de deux syndics et de douze conseillers. La commune a désormais un sceau et peut recevoir de nouveaux bourgeois.
Lors de l'occupation du Faucigny par les Bernois, alliés aux Genevois et aux Français vers 1590, la maison forte de la Ravoire est détruite ainsi que celle de Saint-Jeoire et du Turchon, Beauregard étant incendié.
À l’été 1618, on rapporte un miracle effectué par saint François de Sales à Saint-Jeoire: alors qu’on ne pouvait offrir à l’évêque assoiffé qu’un vin tourné en vinaigre, celui-ci le transforme en bon vin.
En 1651 a lieu au lieu-dit le Turchon un important « déluge », c’est-à-dire un glissement de terrain, qui ne cause aucun décès mais occasionne d’importants dégâts matériels. La Chapelle Notre-Dame-du-Bon-Secours du Turchon y est élevée en 1659 « pour apaiser l’ire de Dieu, manifestée par la catastrophe ».
En 1772, le roi Charles-Emmanuel III de Sardaigne octroie aux communes la possibilité de racheter les droits seigneuriaux, ce qui est fait à Saint-Jeoire en 1785 : les habitants ne paient donc plus d'impôts aux seigneurs.
Pendant la période révolutionnaire, l'année 1795, la municipalité dépendant du département du Mont-Blanc, dans le district de Cluses, est rebaptisée « Ambion »,. Pendant l'Empire, elle redevient Saint-Jeoire, au sein du canton de Viuz-en-Sallaz, dans le nouveau département du Léman,.

## Politique et administration

### Liste des maires
| Période                                  | Période           | Identité                | Étiquette    | Qualité |
| ---------------------------------------- | ----------------- | ----------------------- | ------------ | --- |
| 1874                                     | 1886              | Comte de la Fléchère    | ...          | ... |
| 1888                                     | 1907              | Jean-Pierre Besson      | ...          | ... |
| 1908                                     | 1912              | Célestin Cherdon        | ...          | ... |
| 1912                                     | 1918              | Jean-Pierre Besson      | ...          | ... |
| 1919                                     | 1927              | François Babaz          | ...          | ... |
| 1927                                     | 1944              | Émile Canel             | ...          | ... |
| 1944                                     | 1947              | Georges-Joseph Thévenot | SFIO         | Mécanicien Conseiller général du canton de Saint-Jeoire (1945 → 1949) |
| 1947                                     | 1967              | François Rubin          | DVD          | Médecin Conseiller général du canton de Saint-Jeoire (1961 → 1967) |
| 1967                                     | mars 1977         | Alfred Bogeat           |              | |
| mars 1977                                | juin 1980         | Marcel Veggia           |              | |
| juin 1980                                | mars 2003 (décès) | Jean-Marc Chavanne      | RPR puis UMP | Directeur financier retraité Suppléant du député Pierre Mazeaud Député de la 5e circonscription de la Haute-Savoie (1998 → 2003) Conseiller général du canton de Saint-Jeoire (1985 → 2003) |
| mai 2003                                 | mars 2014         | Gilles Perret           | DVD          | Retraité |
| mars 2014                                | mars 2020         | Nelly Noël-Sandrin      | DVG          | Retraitée de la fonction publique |
| mars 2020                                | En cours          | Antoine Valentin        | LR puis UDR  | Entrepreneur |
| Les données manquantes sont à compléter. |                   |                         |              | |

## Population et société

### Démographie
Ses habitants sont appelés les Saint-Jeoiriens.
L'évolution du nombre d'habitants est connue à travers les recensements de la population effectués dans la commune depuis 1793. Pour les communes de moins de 10 000 habitants, une enquête de recensement portant sur toute la population est réalisée tous les cinq ans, les populations de référence des années intermédiaires étant quant à elles estimées par interpolation ou extrapolation. Pour la commune, le premier recensement exhaustif entrant dans le cadre du nouveau dispositif a été réalisé en 2004.

En 2022, la commune comptait 3 423 habitants, en évolution de +5,45 % par rapport à 2016 (Haute-Savoie : +6,01 %, France hors Mayotte : +2,11 %).
| 1793  | 1800  | 1806  | 1822  | 1838  | 1848  | 1858  | 1861  | 1866  |
| ----- | ----- | ----- | ----- | ----- | ----- | ----- | ----- | ----- |
| 1 202 | 1 360 | 1 381 | 1 642 | 1 789 | 1 832 | 1 672 | 1 765 | 1 830 |

| 1872  | 1876  | 1881  | 1886  | 1891  | 1896  | 1901  | 1906  | 1911  |
| ----- | ----- | ----- | ----- | ----- | ----- | ----- | ----- | ----- |
| 1 840 | 1 802 | 1 750 | 1 740 | 1 555 | 1 515 | 1 654 | 1 646 | 1 548 |

| 1921  | 1926  | 1931  | 1936  | 1946  | 1954  | 1962  | 1968  | 1975  |
| ----- | ----- | ----- | ----- | ----- | ----- | ----- | ----- | ----- |
| 1 510 | 1 486 | 1 525 | 1 620 | 1 664 | 1 774 | 1 773 | 1 876 | 1 865 |

| 1982  | 1990  | 1999  | 2004  | 2006  | 2009  | 2014  | 2019  | 2022  |
| ----- | ----- | ----- | ----- | ----- | ----- | ----- | ----- | ----- |
| 1 896 | 2 209 | 2 749 | 2 958 | 3 080 | 3 163 | 3 216 | 3 370 | 3 423 |

### Enseignement
La commune de Saint-Jeoire est située dans l'académie de Grenoble. En 2019, elle administre une école primaire regroupant 263 élèves. Il existe par ailleurs un établissement privé, l'école primaire privée Saint-François, regroupant 119 élèves.
La commune dispose par ailleurs d'un collège, Gaspard Monge, regroupant un peu moins de 700 élèves provenant de neuf communes voisines,.
Elle accueille également un lycée professionnel privé, le CECAM (Centre Educatif Catholique d'Apprentissage des Métiers), qui dispose notamment d'un internat,.

## Patrimoine local et culture

### Lieux et monuments
Le territoire de la commune accueille ou a accueilli plusieurs édifices médiévaux :
- Le château de Beauregard[37].
- Au Nord-Est de la commune, se trouve la maison forte de Turchon (attestée, brûlée par les Bernois),
- à l'Est la maison forte de La Ravoire (attestée) et le château de Saint-Jeoire ou maison forte du Rocher (attesté).
  - Le château de Cormand (attesté)[38]
  - Le château Cornu (attesté)
- La maison forte de Chounaz, située sur les premières pentes de la rive gauche du Risse.
- Le château des Colombières[39].
- Le château de Béné-Ruphy[39].
- Le château Foncet (mairie actuelle).

Elle possède également un petit patrimoine religieux :
- l'église Saint-Georges reconstruite en style néo-gothique lombard en 1855-1858 en conservant le clocher existant mais séparée de lui[40].
- la chapelle Notre-Dame-du-Bon-Secours du Turchon, construite en 1851 sur l’emplacement de la chapelle de 1659, détruite lors de l’occupation de la Savoie par les révolutionnaires français.
- la chapelle du Bon Refuge (XVIIe siècle).

### Personnalités liées à la commune
- Famille de La Fléchère, dont Étienne de La Fléchère (1822-1887), syndic puis maire de la commune jusqu'en 1887, député de la Savoie au Parlement de Turin.
- Germain Sommeiller (1815-1871), natif de la commune le 15 février 1815, ingénieur, député de Savoie au parlement sarde (1853 à 1857), avant d'être battu par le comte de La Fléchère, inventeur du marteau pneumatique à l'origine de la percée du tunnel du Mont-Cenis.

À la faveur d'une souscription lancée dès 1871, une statue de Sommeiller fut érigée en 1881 au centre du bourg. Lors de la Seconde Guerre mondiale, elle fut déboulonnée, enterrée, et fut remise en place après la Libération. Il est à nouveau mis à l'honneur en 2021 à l'occasion des 150 ans de sa disparition.
- Georges-Louis Mercier (1808-1893), natif de la commune le 28 février 1808, magistrat sarde puis français, notamment Premier Président (1877)[41],[42].
- Jacques Veggia (né en 1942), footballeur français, natif de la commune et champion de France en 1964 avec l'AS Saint-Étienne puis entraîneur, dans les championnats régionaux, de l'US Annemasse, puis du FC Gaillard (ancêtre de l'Évian Thonon Gaillard Football Club)
- Marc-Emmanuel Dufour (né le 1er janvier 1965), animateur de télévision et chauffeur de salle.
- Jean-Claude Carrier (1897-1944), résistant français, Compagnon de la Libération. Tué au village de Pouilly avec dix autres hommes. Un monument commémoratif a été érigé sur les lieux en leur honneur.
- Auguste Aulnette (né en 2002), skieur alpin français, champion olympique de la jeunesse du Combiné en 2020.
- Bernard Verdan (1953-2022), champion de France de Trompe de Chasse sacré en 2021 à Sully-sur-Loire. Commerçant haut en couleur qui ne laissa personne indiffèrent et qui fit beaucoup pour le rayonnement de sa commune tant aimée.

### Héraldique
| Armes de Saint-Jeoire | Les armes de Saint-Jeoire se blasonnent ainsi : D'or au sautoir de sable. Les armoiries de la commune sont celles de la famille de Saint-Jeoire. |